# الزراعة في جنوب إفريقيا

تطور الإنتاج الزراعي لجنوب إفريقيا عام 2015 بالدولار الأمريكي منذ عام 1961.

مضخة ريحية في مزرعة في جنوب أفريقيا.

تساهم الزراعة في جنوب إفريقيا  بحوالي 5٪ من العمالة الرسمية، وهي نسبة منخفضة نسبياً مقارنة بأجزاء أخرى من إفريقيا ولا تزال النسبة في تناقص، بالإضافة إلى توفير العمل للعمال المؤقتين والمساهمة بحوالي 2.6٪ من الناتج المحلي الإجمالي للدولة.
ونظراً لجفاف الأرض، يمكن استخدام 13.5 في المائة فقط لإنتاج المحاصيل الزراعية، و3 بالمائة فقط تعتبر أراضٍ ذات إمكانات عالية.
تعد جنوب إفريقيا وفقاً لـقاعدة البيانات الإحصائية لمنظمة الأغذية والزراعة FAOSTAT، أحد أكبر منتجي: جذور الهندباء (الرابع)؛ الجريب فروت (الرابع)؛ الغلال (الخامس)؛ الذرة الخضراء والذرة (السابع) ؛ بذور زيت الخروع (التاسع)؛ الكمثرى (التاسع)؛ السيزال (العاشر)؛ محاصيل الألياف (العاشر). تتكون صناعة الألبان من حوالي 4300 من منتجي الألبان يوفرون فرص عمل لـ 60000 عامل مزرعة ويساهمون في سبل عيش حوالي 40000 آخرين.
حددت حكومة جنوب إفريقيا هدفاً يتمثل في تحويل 30٪ من الأراضي الزراعية المنتجة إلى السود "المحرومين سابقاً" بحلول عام 2014. وقد تعرض الإصلاح الزراعي لانتقادات من قبل مجموعات المزارعين والعمال الذين لا يملكون أرضاً، حيث زعم العمال أن وتيرة التغيير لم تكن بالسرعة الكافية، فيما أدعى المزارعين المعاملة العنصرية معربين عن قلقهم من احتمال نشوء وضع مشابه لسياسة الإصلاح الزراعي في زمبابوي، وتفاقم الخوف بسبب التعليقات التي أدلى بها نائب الرئيس السابق فومزيل ملامبو نغوكا. وقد صوت البرلمان في 27 فبراير2018، لبدء عملية تعديل الدستور للسماح بنزع ملكية الأراضي دون تعويض.
واتُهمت الحكومة إما ببذل جهد أكثر مما ينبغي،  [بحاجة لتحديث] أو عدم بذل جهد كافٍ،  لمعالجة مشكلة الهجمات على المزارع مقارنة بالأشكال الأخرى لجرائم العنف.
وتظهر بعض التوقعات أن إمدادات المياه السطحية يمكن أن تنخفض بنسبة 60 ٪ بحلول عام 2070 في أجزاء من كيب الغربية. وقد دعمت الحكومة مخططاً للتغلب على الضرر الناجم عن سوء إدارة الأراضي، بحيث يعزز التنمية المستدامة واستخدام الموارد الطبيعية.
وقد تعرض إنتاج الذرة، الذي يساهم بنسبة 36٪ من القيمة الإجمالية لل محاصيل الحقلية في جنوب إفريقيا، أيضاً لآثار سلبية بسبب تغير المناخ.
وتتراوح القيمة المقدرة للخسارة، والتي تأخذ في الاعتبار السيناريوهات مع وبدون تأثير التسميد بثاني أكسيد الكربون، بين عشرات ومئات الملايين من الراند .

## تاريخ

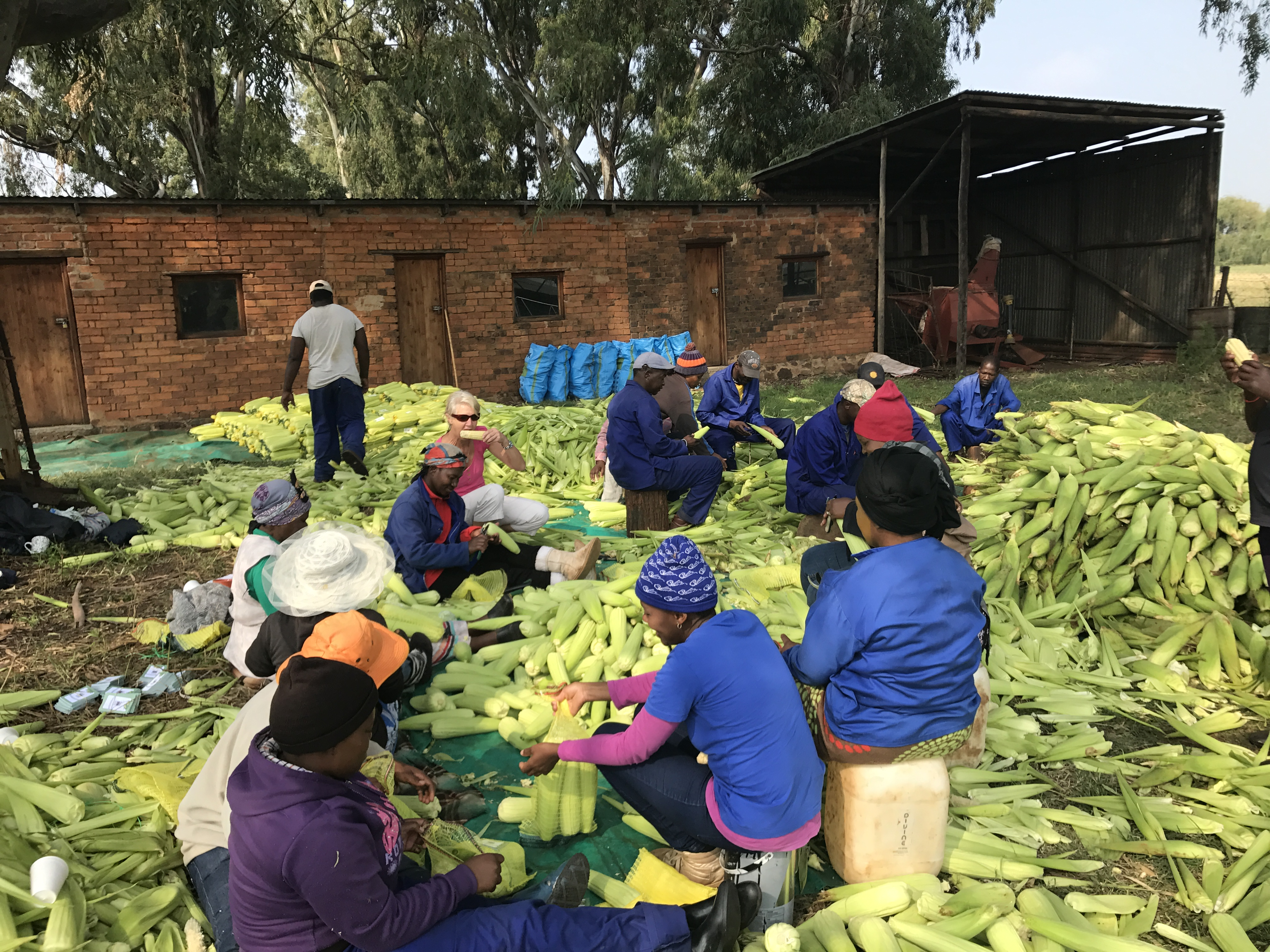
تنظيف وتعبئة الذرة

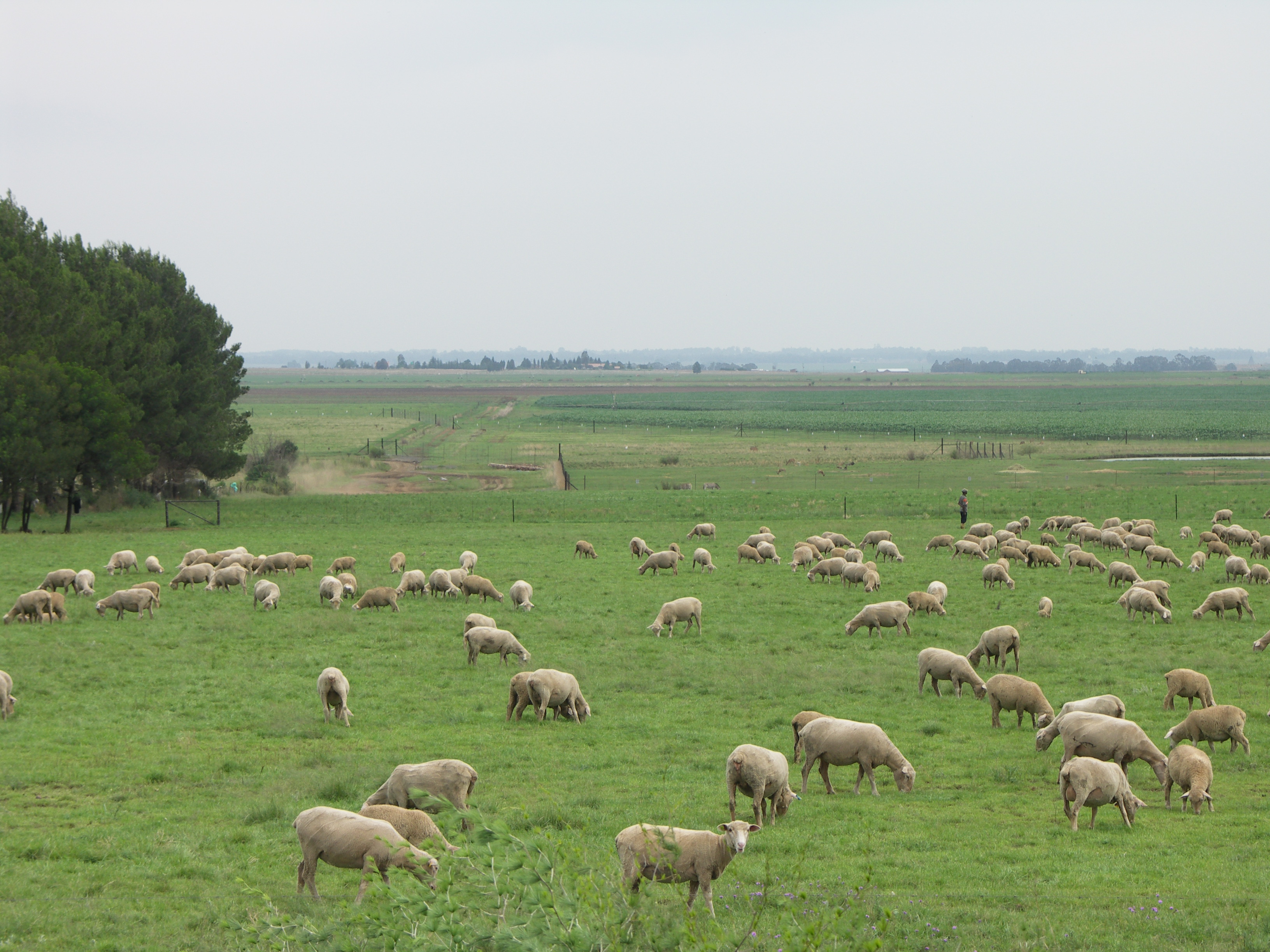
تربية الأغنام في غوتنغ

استنادا إلى الأدلة الأثرية التي تعود إلى عصور ما قبل التاريخ عن الرعي والزراعة في جنوب إفريقيا، فقد عُثِر حتى الآن على مستوطنات قديمة أقرب ما تكون لحدود منطقة جنوب إفريقيا الخارجية الحالية، تتعلق بالشعوب الناطقة بلغة البانتو، في مواقع تقع في أقصى الجنوب داخل حدود ما يعرف الآن بموزمبيق، وتعود لتاريخ 354-68 قبل الميلاد. والنتائج المستندة بشكل مماثل عن الرعي والزراعة في جنوب إفريقيا لحد الان- مأخوذة من المواقع المحددة فيما كان يُعرف باسم (مقاطعة ترانسفال)، ويعود تأريخها إلى 249-370 م.
وتبدأ أقدم وثيقة عن الحياة الزراعية في جنوب إفريقيا مكتوبة من قبل الأوروبيين بعد عام 1500م بقليل.

## الإنتاج
في عام 2018، أنتجت جنوب إفريقيا 19.3 مليون طن من قصب السكر (14 أكبر منتج في العالم) ، 12.5 مليون طن من الذرة (12 أكبر منتج في العالم) 1.9 مليون طن من العنب (11 أكبر منتج في العالم) ، 1.7 مليون طن من البرتقال (11 أكبر منتج في العالم) و 397 ألف طن من الكمثرى (7 أكبر منتج في العالم). كما أنتجت في نفس العام 2.4 مليون طن من البطاطس، 1.8 مليون طن من القمح، 1.5 مليون طن من فول الصويا، 862 ألف طن من بذور عباد الشمس، 829 ألف طن من التفاح، 726 ألف طن من البصل، 537 ألف طن من الطماطم، 474 ألف طن من الليمون، 445 ألف طن من الجريب فروت، 444 ألف طن من الموز، 421 ألف طن من الشعير، بالإضافة إلى الإنتاج الأصغر للمنتجات الزراعية الأخرى، مثل الأفوكادو، الأناناس، الدراق، اليوسفي، القرع، الملفوف، الجزر، بذور اللفت، الذرة الرفيعة الخ.

## المحاصيل

### الغلال و الحبوب الغذائيَّة

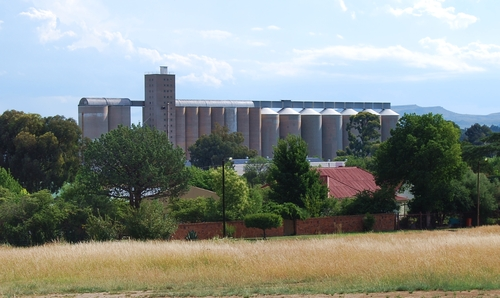
مصعد الحبوب الغذائيَّة والصوامع في الولاية المستقلة

تعد الحبوب الغذائيَّة والغلال من أهم المحاصيل في جنوب إفريقيا، حيث احتلت أكثر من 60 في المائة من الهكتارات المزروعة في التسعينيات. تعتبر الذرة، أهم محصول في البلاد، فهي غذاء أساسي ومصدر لعلف الماشية ومحصول للتصدير.
كانت البرامج الحكومية، بما في ذلك القروض السخية والخدمات الإرشادية، حاسمة في تحقيق الاكتفاء الذاتي للبلاد في هذا المشروع.
تُزرع الذرة بشكل أساسي في مقاطعات الشمال الغربي، مبومالانجا، الولاية المستقلة، و كوازولو ناتال. وفر إنتاج الذرة اعتباراً من منتصف التسعينيات، ما لا يقل عن 150000 وظيفة في سنوات هطول الأمطار الوفيرة واستخدم ما يقرب من نصف مدخلات القطاع الزراعي الحديث. واعتباراً من عام 2018، أنتجت جنوب إفريقيا 12.5 مليون طن من الذرة.
زاد إنتاج القمح، الذي يتركز في المزارع الكبيرة عالية الميكنة، بعد الحرب العالمية الثانية. انتشرت زراعة القمح من كيب الغربية حيث يمكن الاعتماد على هطول الأمطار إلى حد ما، إلى ولاية أورانج المستقلة وشرق ترانسفال، استجابة لارتفاع طلب المستهلكين في المقام الأول. واعتباراً من عام 2018، أنتجت جنوب إفريقيا 1.8 مليون طن من القمح.
تزرع الحبوب الغذائيَّة الصغيرة الأخرى في المناطق المحلية في جنوب إفريقيا. على سبيل المثال، تُزرع الذرة الرفيعة—التي موطنها الأصلي في جنوب إفريقيا - في أجزاء من ولاية أورانج المستقلة، وكذلك في المقاطعات الشمالية الغربية والشمالية، حيث تجاوز المحصول 200 ألف طن اعتباراً من منتصف التسعينيات. أُستخدمت الذرة الرفيعة منذ عصور ما قبل التاريخ لأغراض الطعام والتخمير. يُزرع الشعير أيضاً، بشكل أساسي في مقاطعة كيب الغربية. وفي عام 2018، أُنْتِج 421000 طن من الشعير.
تنتج جنوب إفريقيا أيضاً الفول السوداني وبذور عباد الشمس، و الفاصوليا، وفول الصويا.

### زراعة الفاكهة

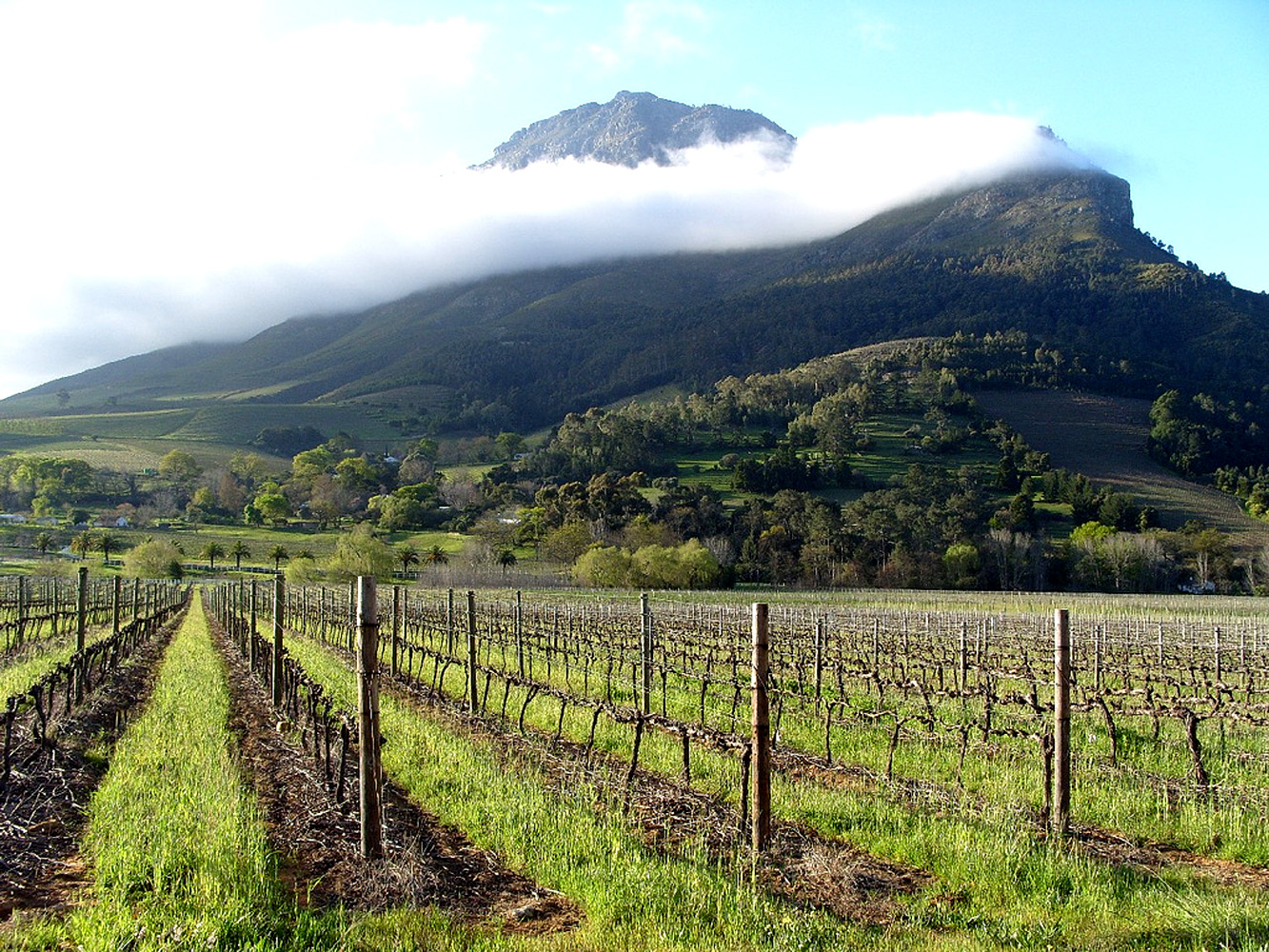
كرم في ستيلينبوش

اعتباراً من منتصف التسعينيات، حققت الفواكه (بما فيها المخصّصة لانتاج النبيذ) ما يصل إلى 40 في المائة من عائدات الصادرات الزراعية في بعض السنوات. (تجد الفاكهة الطازجة سوقاً جيداً في أوروبا لأنها تنضج خلال فصل الشتاء في نصف الكرة الشمالي.) تُزرع الفاكهة المتساقطة الأوراق، بما في ذلك التفاح والكمثرى والدراق، بشكل أساسي في مناطق الكاب الغربية والكاب الشرقية، حيث يوفر الشتاء البارد والصيف الجاف ظروفاً مثالية لهذه المحاصيل. وقد بِيْعَ ما يقرب من 1 مليون طن من الفواكه المتساقطة الأوراق الطازجة محلياً أو صُدِرت كل عام في أوائل التسعينيات.
تزرع الأناناس، بشكل أساسي في كيب الشرقية و كوازولو- ناتال. كما تُزْرع الفاكهة الاستوائية - خاصة الموز والأفوكادو والمانجو - خاصة في الشمال الشرقي وبعض المناطق الساحلية. يُصدَّر أكثر من نصف إنتاج الحمضيات في معظم السنوات.
اعتباراً من منتصف التسعينيات، أُسْتُخدم أكثر من 1.5 مليون طن من العنب محلياً في صناعة النبيذ الشهيرة في جنوب أفريقيا، والتي يعود تاريخها إلى مزارع الكروم في القرن السابع عشر التي قدمها مهاجرون فرنسيون من الهوجوينوت. وقد زُرِع أكثر من 100000 هكتار من الأراضي في مزارع الكروم اعتباراً من منتصف التسعينيات، وتركزت بشكل أساسي في كيب الغربية. وتوجد أيضاً مزارع كروم أصغر في الكاب الشمالية، وولاية أورانج المستقلة، والمقاطعة الشمالية.

### قصب السكر

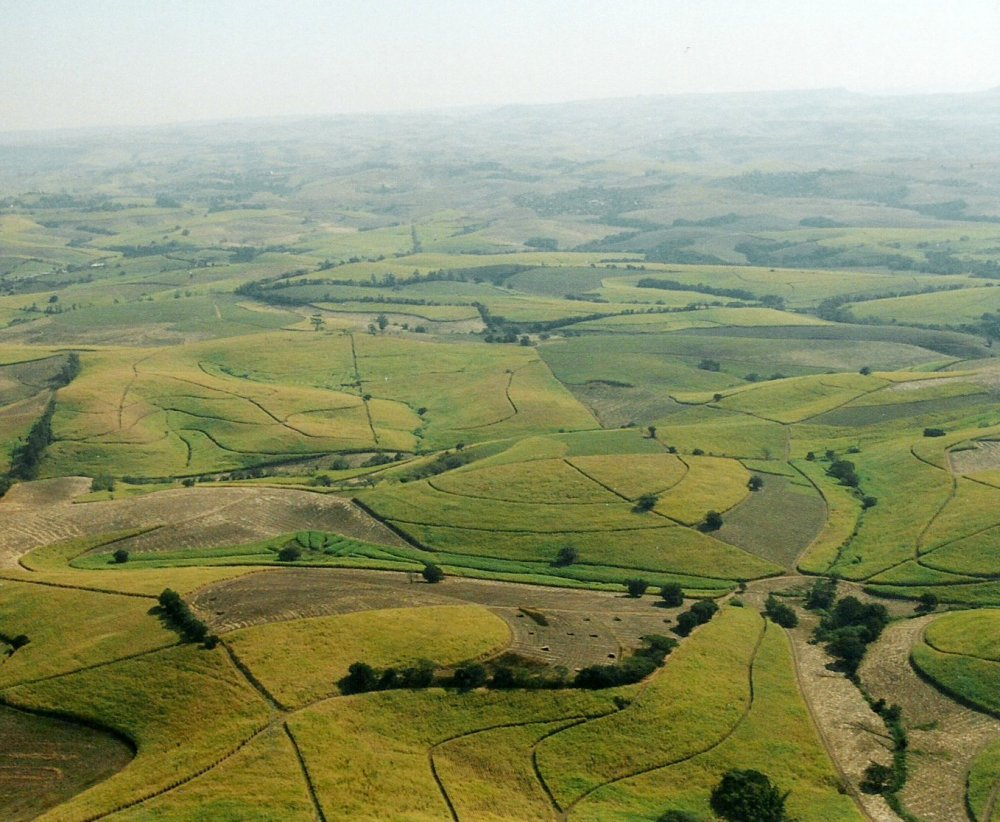
حقول السكر شمال ديربان في كوازولو ناتال

يعتبر قصب السكر أيضاً محصولاً تصديرياً مهماً، وكانت جنوب إفريقيا في المرتبة الرابعة عشرة من بين أكبر منتجي السكر في العالم اعتباراً من عام 2018. زُرِع قصب السكر لأول مرة في منتصف القرن التاسع عشر في ناتال. ولا يزال الإنتاج يتركز هناك، ولكن يُزرع السكر أيضاً في مبومالانجا، حيث يُستخدم الري عندما يكون هطول الأمطار غير كافٍ. حيث أُنتج أكثر من 19 مليون طن من قصب السكر في عام 2018.

### الإحصاءات
القيمة بملايين الراند الجنوب أفريقي :
| السلع                    | 2009   |
| ------------------------ | ------ |
| الدواجن                  | 23,165 |
| الذرة                    | 16,346 |
| الماشية والعجول          | 12,808 |
| القمح                    | 6,356  |
| الحليب                   | 9,138  |
| الفاكهة المتساقطة وغيرها | 8,040  |
| الخضروات                 | 7,843  |
| قصب السكر                | 4,769  |
| الحمضيات                 | 4,628  |
| البطاطا                  | 4,058  |

إنتاج المحاصيل الحقلية الهامة:
| السلع                    | 2009 (بالأطنان) | 2015 (التوقع الخامس) (بالأطنان) |
| ------------------------ | --------------- | ------------------------------- |
| الكانولا                 | 350 40          | 500 101                         |
| قصب السكر                | 000 411 20      |                                 |
| شعير التخمير             | 000 216         | 487 357                         |
| الذرة                    | 000 567 12      |                                 |
| الخضروات                 | 000 442 2       |                                 |
| الحمضيات                 | 000 218 2       |                                 |
| القمح                    | 000 928 1       | 190 501 1                       |
| الفاكهة المتساقطة وغيرها | 000 829 1       |                                 |
| بذور عباد الشمس          | 000 833         |                                 |
| الفاكهة شبه الاستوائية   | 000 655         |                                 |

## التعاونيات الزراعية
هناك عدد من التعاونيات الزراعية في جنوب أفريقيا ،ومنها:
- تعاونية كاب الزراعية(مجموعة KAL المحدودة)
- التعاونية المركزية الجنوبية
- تعاونية ولاية كاب الشرقية المستقلة
- تعاونية بي كي بي المحدودة
- مجموعة تعاونيات الولاية الحرة المحدودة (VKB)
- (NTK) تعاونية ترانسفال الشمالية
- التعاونية الزراعية المحدودة (KLK)
- جمعية تعاونيات القرى الزراعية

لقد تغيرت الكثير من التعاونيات مع مرور الزمن بما يتماشى مع التغييرات في استراتيجيات أعمالها الفردية.

## الجفاف
في عام 2015، شهدت جنوب إفريقيا أسوأ موجة جفاف منذ 30 عاماً. فقد العديد من المزارعين محاصيل كاملة وكثيراً من مواشيهم. كما انخفضت المياه في سدود جنوب إفريقيا حيث فقد سد بونغولابورت 20٪ من مياهه في عام واحد فقط.